# Fußballauswahl von Réunion (Frauen)
Die Frauenfußballauswahl von Réunion ist eine Auswahlmannschaft der Ligue Réunionnaise de Football, die die Insel Réunion auf internationaler Ebene bei Frauen-Länderspielen vertritt. Die Mannschaft nahm bislang nur am Afrika-Cup teil. Eine Teilnahme an Weltmeisterschaften ist nicht möglich, da der Verband nur assoziiertes Mitglied der CAF und der COSAFA und kein Mitglied der FIFA ist.

## Geschichte
Ihr erstes Spiel absolvierte die Mannschaft im Rahmen der Qualifikation zur Afrikameisterschaft 2000. Das Hinspiel gegen Ägypten wurde mit 4:3 gewonnen. Nach einem Unentschieden im Rückspiel qualifizierte sich Réunion für das Turnier. In der Gruppenphase wurden alle Spiele gegen Südafrika, Simbabwe und Uganda verloren. Beim Fußballturnier der Indian Ocean Island Games 2015 gewann Réunion in der Gruppenphase gegen Mauritius und verlor im Elfmeterschießen gegen Madagaskar. Im Halbfinale gewann die Mannschaft gegen Mayotte, ehe es im Finale erneut zu einem Spiel gegen Madagaskar kam, das Réunion allerdings gewinnen konnte.

## Turniere

### Weltmeisterschaft
- 1991 bis 2023 – nicht teilgenommen

### Afrika-Cup
- 1991 bis 1998 – nicht teilgenommen
- 2000 – Gruppenphase
- 2002 bis 2025 – nicht teilgenommen

### Südafrikameisterschaft
- 2002 bis 2023 – nicht teilgenommen